# Las Juntas
Las Juntas – miasto w Kostaryce, w prowincji Guanacaste.